# Pleurotheciopsis pusilla
Pleurotheciopsis pusilla är en svampart som beskrevs av B. Sutton 1973. Pleurotheciopsis pusilla ingår i släktet Pleurotheciopsis, divisionen sporsäcksvampar och riket svampar.   Inga underarter finns listade i Catalogue of Life.